# Karl Dönitz
Karl Dönitz (Berlim, 16 de setembro de 1891 — Aumühle, 24 de dezembro de 1980) foi um militar e político alemão, comandante da Kriegsmarine, a marinha alemã, membro do partido nazista e presidente do seu país durante 23 dias após a morte de Adolf Hitler, conhecido principalmente por ter assinado a rendição incondicional da Alemanha Nazista na Segunda Guerra Mundial.
Dönitz começou sua carreira militar na Marinha Imperial Alemã antes da Primeira Guerra Mundial. Em 1918, ele comandava o submarino UB-68 até que este foi afundado pela marinha britânica, com Dönitz sendo feito prisioneiro. Enquanto estava no campo de prisioneiros de guerra, ele começou a formular a tática que viria a ser conhecida como Rudeltaktik (popularmente chamada de "alcateia").
No período entre guerras, serviu na Reichsmarine, onde continuou a advogar a guerra submarina como alternativa para enfrentar as potências ocidentais e suas poderosas marinhas de superfície. No começo da Segunda Guerra Mundial, ele era um dos principais comandantes da Kriegsmarine e sua frota de submarinos, a Befehlshaber der U-Boote (BdU). Em janeiro de 1943, Dönitz foi promovido a patente de Großadmiral e substituiu o almirante Erich Raeder como comandante em chefe da marinha alemã. Dönitz foi talvez o principal comandante nazista combatendo os Aliados na Batalha do Atlântico. De 1939 a 1943, os U-boats alemães lutaram de forma efetiva e eficiente, travando a chamada guerra submarina irrestrita, mas a iniciativa foi perdida durante o chamado "Maio Negro" (1943). Dönitz continuou a ordenar seus submarinos em combate até o começo de 1945 para tentar aliviar a pressão sobre os outros ramos da Wehrmacht. Cerca de 648 U-boats foram perdidos durante a guerra – 429 não tiveram sobreviventes. Outros 215 foram perdidos em suas primeiras patrulhas. Entre 30 000 e 40 000 homens que serviram nos U-boats morreram.
Em 30 de abril de 1945, após o suicídio de Adolf Hitler e de acordo com o testamento político do Führer, Karl Dönitz foi nomeado o sucessor de Hitler como Chefe de Estado, com o título de Presidente do Reich Alemão e Comandante Supremo das Forças Armadas. Ele formou o chamado Governo Flensburg e passou os poucos dias seus como presidente tentando ganhar tempo para que o máximo de tropas alemãs se movessem do leste para o oeste, a fim de se render aos Aliados Ocidentais e não à União Soviética. Em 7 de maio de 1945, ele ordenou que o general Alfred Jodl, Chefe de Operações do OKW, assinasse o instrumento da Rendição Alemã em Reims, França. Dönitz permaneceu como chefe do governo alemão até 23 de maio, quando ele foi preso pelos britânicos em Flensburg e então seu gabinete foi oficialmente dissolvido pelas autoridades Aliadas.
De acordo com suas próprias palavras, Dönitz era um nazista dedicado e um apoiador de Adolf Hitler; ele não escondia suas visões antissemitas e afirmou que a guerra foi justificada. Após o conflito, Dönitz foi indiciado como um dos principais criminosos de guerra nazistas nos Julgamentos de Nuremberg, sendo acusado de conspiração para cometer crimes contra a paz e crimes de guerra e contra a humanidade; planejamento, iniciação e perpetuação de uma guerra de agressão; e crimes contra as leis da guerra. Ele foi inocentado das acusações de crimes contra a humanidade, mas foi considerado culpado por crimes de guerra e contra a paz. Sentenciado a dez anos de prisão, se mudou para Hamburgo quando foi libertado e viveu lá até sua morte, em 1980, aos 89 anos de idade.

## Biografia
Pertencia a uma família prussiana de classe média alta. No início da Primeira Guerra Mundial fez parte da tripulação do cruzador Breslau, quando navegou pelo mar Mediterrâneo e Negro. Quando começaram a surgir as primeiras flotilhas de submarinos, solicitou voluntariamente sua transferência. Em 1916, comandou o U-68 e depois o U-25. Durante uma batalha um dos seus submarinos foi afundado, ele e sua tripulação foram capturados pelos Britânicos e feitos prisioneiros até 1919.
Durante o período entre guerras comandou vários navios e por seus méritos foi subindo na hierarquia que se formava na nova Kriegsmarine. Homem de grande visão sempre viu nos submarinos uma grande arma. Ainda neste período percorreu o mundo como comandante do cruzador rápido Emden, onde conheceu a aprimorou várias técnicas que seriam utilizadas durante a Segunda Guerra Mundial.
Duas destas seriam mundialmente conhecidas e serviriam de referência em combates navais com U-Boats:
- Rudeltaktik (tática da matilha)
- Tonnageschlacht (batalha de tonelagem)

A primeira tática consistia em agrupar os submarinos para atacarem em bandos como lobos. Já a segunda orientava os submarinos a concentrar-se no afundamento da marinha mercante do adversário, fazendo com que a tonelagem dos navios afundados superasse a do total  dos novos navios construídos para substituir as lacunas na frota. Isto fazia com que o adversário diminuísse o seu nível de reposição ao teatro de combate.
O grande almirante, como era chamado, alcançou alta cotação na Alemanha Nazista. Ele serviu como comandante-em-chefe de submarinos durante a Segunda Guerra Mundial, de 19 de setembro de 1939 até seu fim. Sob sua administração, a frota dos U-Boot combateu na Batalha do Atlântico, tentando cortar os fornecimentos vitais dos Estados Unidos e de outros para o Reino Unido.
Antes da guerra, Dönitz fez pressão pela conversão da frota de superfície alemã numa frota composta quase por completo por submarinos. Defendia uma estratégia de ataque apenas dirigido contra a marinha mercante britânica, cujos navios eram alvos relativamente seguros de atacar. Fazia notar que a destruição da frota britânica de petroleiros iria levar à falta dos fornecimentos de combustível necessários para que a Marinha Real Britânica mantivesse os seus navios em funcionamento, o que seria tão eficaz como afundá-los. Dizia que com uma frota de trezentos dos mais recentes U-Boot tipo VII, a Alemanha conseguiria pôr a Grã-Bretanha fora de combate. A fim de lidar com os sempre presentes navios de escolta, propôs o agrupamento de vários submarinos numa "alcateia", que iria subjugar a defesa.
À época, muitos sentiram que tal conversa significava um enfraquecimento, e isso foi verdade do comandante de Dönitz, o almirante Erich Raeder. Os dois constantemente lutavam por prioridades de verba na Marinha, ao mesmo tempo em que lutavam pela simpatia de amigos de Adolf Hitler, como Hermann Göring, que recebia muita atenção. Raeder possuía uma atitude confusa: notavelmente, ele aparentemente não acreditava que as forças alemãs de grandes navios eram de muito uso, comentando à época que tudo o que podiam esperar era morrer valentemente. Dönitz, por outro lado, não mostrava-se tão fatalista.

## Primeira Guerra Mundial

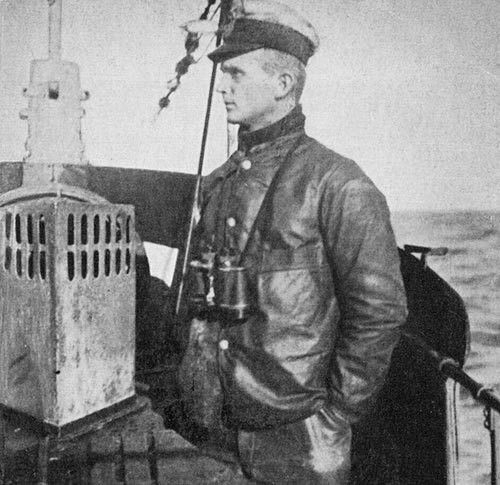
Oberleutnant zur See Karl Dönitz por volta de 1917

Dönitz alistou-se na marinha imperial como cadete em 1º de abril de 1910. No início da Primeira Guerra Mundial Dönitz participou de combates contra unidades russas no mar Negro, a bordo do cruzador leve Breslau, que tinha sido vendido ao Império Otomano. Em 1916, foi promovido a Oberleutnant zur See (tenente). Quando o Breslau teve que ir para o estaleiro para reparos, Dönitz foi transferido para a frente de Dardanelos, servindo temporariamente como supervisor de aeroporto de um destacamento de aviação. Em seguida apresentou-se como voluntário na nova arma submarinos. Após o treinamento básico, serviu embarcado até fevereiro de 1918 como Wachoffizier (oficial da guarda) no U 39. Tornou-se comandante de UC 25 e desde 5 de setembro de 1918 de UB 68. Este barco foi afundado no mar Mediterrâneo por unidades da marinha britânica. Dönitz e sua tripulação foram aprisionados.
Como oficial e comandante de submarinos, Dönitz reconhece que a luta dos submarinos alemães contra o poderio naval britânico fracassara devido ao sistema de comboios. Por isso, após libertado em 1919, ocupou-se em estudar as possibilidades bélicas dos submarinos.
Durante a guerra foi condecorado diversas vezes, como por exemplo com a Cruz de Ferro 2ª e 1ª Classe, o Königlicher Hausorden von Hohenzollern mit Schwertern, e, da parte da Turquia, com o Eiserner Halbmond e o Medjidie-Orden IV Classe.

## Períodoentre-guerras
Dönitz foi integrado na marinha da República de Weimar, e em julho de 1919 incorporado ao estado-maior da marinha no mar Báltico. Desde março de 1920 foi comandante de diversos torpedeiros. Em 1º de janeiro de 1921 foi promovido a Kapitänleutnant (Tenente-capitão).
A partir do início de 1923 foi ajudante e relator de inspeção do setor de minas e torpedos. Em 3 de novembro de 1924, foi nomeado relator do departamento Marinewehr, onde permaneceu por mais de dois anos, sendo em seguida constituído oficial de navegação no cruzador "Nymphe". Em 24 de setembro de 1928, Dönitz foi nomeado Chefe da 4ª Halbflottille de Torpedeiros e em 1º de novembro do mesmo ano foi promovido a Capitão de Corveta. Dois anos mais tarde foi nomeado 1. Admiralstabsoffizier (Primeiro Oficial do Estado Maior do Almirantado) da Estação da Marinha no mar do Norte. Nesta função foi promovido em 1º de outubro de 1933 a Capitão de Fragata.
Como comandante do cruzador "Emden" desde setembro de 1934, Dönitz percorreu durante alguns meses, em 1935, regiões do sudeste asiático. Retornando desta viagem foi encarregado pelo então Generaladmiral Erich Raeder da estruturação da nova Arma Submarinos. Esta estruturação se tornou possível depois que Adolf Hitler denunciou o Tratado de Versalhes e declarou a soberania da Alemanha sobre suas forças armadas. Em 22 de setembro de 1935 Dönitz foi nomeado Chefe da Flotilha de Submarinos Weddigen e promovido a Kapitän zur See em 1º de outubro de 1935. Foi condecorado também com a Ehrenkreuz für Frontkämpfer (Cruz de Honra para Combatentes do Front). Em 1º de janeiro de 1936 a função de Dönitz foi reavaliada e mudou para Führer der Unterseeboote (FdU) (Chefe dos Submarinos). Em 28 de janeiro de 1939 foi nomeado Kommodore.

## Segunda Guerra Mundial

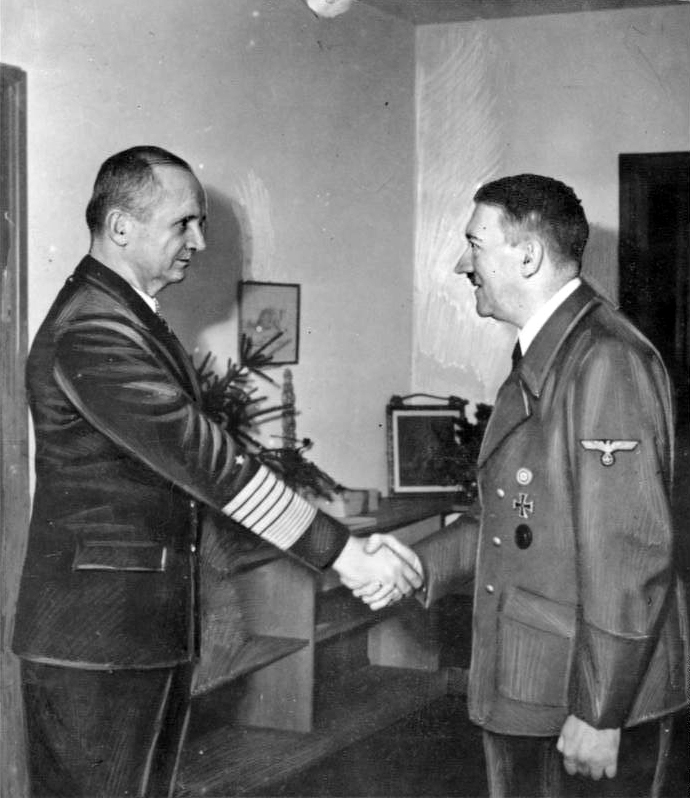
Hitler e Dönitz no Führerbunker em 1945

Quando a guerra começou em 1939, mais cedo do que muitos esperavam, a força de submarinos de Dönitz incluía apenas 50 embarcações, muitas delas de curto alcance. Mesmo assim, ele fez o que podia com o que tinha, constantemente ameaçado por Raeder, com Hitler pedindo mais barcos para ações militares para operações diretas contra a frota naval dos britânicos. Tais operações geralmente eram mal sucedidas, enquanto outros navios da frota alemã continuavam a operar contra frotas mercantes.
Em 1941, porém, o suprimento do Tipo VII cresceu ao ponto em que operações marinhas estavam surtindo efeito na economia do Reino Unido. Embora a proteção de navios mercantes fora drasticamente aumentada como consequência, melhores torpedos e planos operacionais levaram ao aumento de navios mercantes destruídos pela marinha alemã. Em dezembro de 1941 os Estados Unidos entraram na guerra e Dönitz imediatamente planejou a Operação Drumbeat contra a costa leste, que foi executada no mês seguinte com resultados dramáticos.
Suspeitando que os aliados tivessem decifrado o código alemão de comunicação Enigma, Dönitz ordenou que a sua frota de submarinos usasse um novo código de comunicações em 1 de fevereiro de 1942. A marinha alemã convencia-se que era invencível, enquanto o resto das forças militares alemãs continuavam a usar o antigo sistema Enigma. Por um tempo, esta mudança no código de comunicações entre submarinos causou uma considerável confusão entre os tradutores aliados. Por fim, graças a um erro numa única mensagem, foi descoberto que a nova máquina de Dönitz era realmente um Enigma modificado, e a metodologia alemã foi descoberta.
No fim de 1942, o suprimento de submarinos tipo VII aumentou até ao ponto onde Dönitz era finalmente capaz de conduzir ataques em massa, que ficaram conhecidos como "das Rudel" (a alcateia). Perdas na marinha mercantil do lado aliado aumentaram drasticamente, criando um sério problema para os britânicos, o estado dos estoques de combustível. Em 1943, Dönitz substituiu Erich Raeder como o Comandante-Chefe da Marinha Alemã (Oberbefehlshaber der Kriegsmarine).

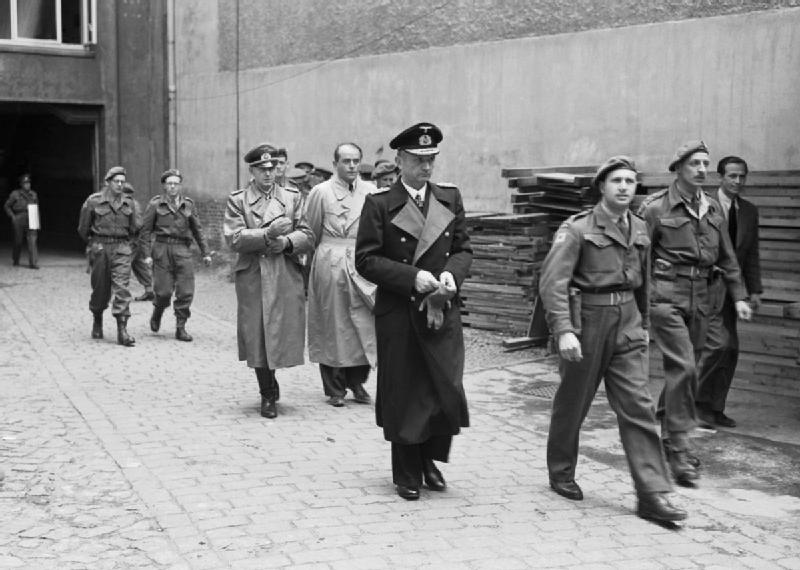
Dönitz, em 23 de maio de 1945, após ser capturado por militares britânicos

Em 1943, a guerra no Atlântico virou-se drasticamente contra os alemães, mas Dönitz continuava a pedir mais submarinos e mais melhorias tecnológicas. No final da guerra, a frota de submarinos alemã era de longe a mais avançada do mundo, e tais submarinos serviram como modelo para futuros submarinos americanos e soviéticos.
Na sua última ação, Adolf Hitler escolheu Dönitz como seu sucessor, uma escolha que mostra como Hitler se havia afastado de Hermann Göring e Heinrich Himmler, nos dias finais da guerra na Europa. Dönitz não iria tornar-se Führer, mas sim presidente da Alemanha, um posto que Hitler havia abolido anos antes, e Joseph Goebbels seria líder do estado e chanceler. Depois que Hitler cometeu suicídio, em 30 de abril de 1945, com Goebbels fazendo o mesmo no dia seguinte, Dönitz se tornou o último líder da Alemanha, atuando no chamado Governo Flensburg até sua prisão por tropas britânicas, em 23 de maio. Tinha ele efetuado um esforço enorme na tentativa de fazer com que tropas alemãs se rendessem aos americanos e não aos soviéticos, dado o medo alemão de uma possível vingança soviética.
Durante a Segunda Guerra Mundial, Karl Donitz, reportou a Hitler que uma das suas tripulações mais rebeldes comunicou que não iria participar de uma viagem a Suez pois havia visto o Holandês Voador.[carece de fontes?]

## Período pós-guerra
O governo Dönitz permaneceu na função após a capitulação da Wehrmacht, mas não tinha mais influência política. Em 23 de maio de 1945, Dönitz e os membros do governo e estado-maior em Mürwik/Flensburg, que pertencia à zona de ocupação militar britânica, foram presos, num ato contrário ao direito internacional.
Em 5 de junho os aliados declararam que a tomada do poder se tornara necessária, já que na Alemanha não existia mais autoridade competente. Em resposta a esta declaração Dönitz escreveu em julho de 1945, em Mondorf-les-Bains:

O comandante do campo no qual eu me encontro como prisioneiro de guerra fez em 7 de julho a leitura de uma determinação composta de três parágrafos, que continha no § 2, entre outras, a constatação que o estado alemão tinha deixado de existir. Em virtude de minha objeção a frase foi alterada no sentido de que o governo alemão tinha deixado de existir. Para evitar malentendidos sobre minha posição esclareço o seguinte:
1.A capitulação foi firmada por meus prepostos com base em uma procuração por escrito que eu, Chefe de Estado do Reich e portanto Chefe Supremo da Wehrmacht, lhes entregara, da forma exigida pelos representantes plenipotenciários das Forças Armadas Aliadas, e da forma como foi reconhecida. Com isso os próprios aliados me reconheceram como Chefe de Estado do Reich alemão.

2.Com a capitulação incondicional das três armas da Wehrmacht firmada com minha autorização em 9 de maio de 1945 não deixou de existir o Reich alemão, tampouco encerrou-se minha função como Chefe de Estado. Também o governo por mim constituído permaneceu em função; foi com ele que a Comissão Aliada permaneceu em negociações até 23 de maio de 1945 em Flensburg.

 3. A ocupação total do Reich ocorrida em sequência à capitulação nada mudou nesta situação jurídica, apenas impediu efetivamente qualquer atividade de governo na Alemanha.

 4. Tampouco o aprisionamento de minha pessoa e dos membros de meu governo altera a situação jurídica. Teve como consequência apenas que se encerrasse qualquer atividade administrativa.

 5. Com este conceito sobre as consequências jurídicas das citadas ações militares encontro-me em perfeita conformidade com os princípios amplamente aceitos do Direito Internacional.

## Julgamento
Durante os Julgamentos de Nuremberg, contrariamente a muitos dos outros acusados, ele não foi acusado de crimes contra a humanidade, e há um consenso no tocante à sua não participação no Holocausto. Porém, foi acusado de promover uma guerra agressiva, conspiração para promover guerra agressiva e crimes contra as leis da guerra. Especificamente, enfrentava acusações de usar indiscriminadamente submarinos e de ordenar, após o Incidente do Laconia, que não se resgatassem sobreviventes de barcos atacados por submarinos.
Atuando em sua própria defesa, Dönitz conseguiu um documento do almirante Chester W. Nimitz, que testemunhava que os Estados Unidos haviam usado técnicas indiscriminadas de guerra como uma tática no Pacífico, e que submarinos americanos não resgataram sobreviventes em situações em que a segurança da própria embarcação estava em jogo. Mesmo assim, Dönitz foi culpado das acusações de "crime contra a paz", pelo qual ele foi sentenciado a 10 anos de cadeia, na prisão de Spandau, em Berlim Ocidental.

Até 1943, ele via Hitler uma vez a cada dois anos. Depois de 1943, passou a vê-lo duas vezes por mês. Nos últimos meses, esteve em contato frequente com o Führer. Ao ser informado de que Hitler havia cometido suicídio e que ele fora escolhido para ser seu sucessor como Chefe de Estado, decidiu pedir paz "imediatamente, e foi o que fiz". Comentei que, se minha lembrança do rádio daquela época estava certa, anunciou-se primeiro que a Alemanha se renderia aos britânicos e americanos, mas não aos russos. Ele assentiu. Foi apenas um gesto simbólico disse ele. Ele sabia que era impossível. Não se considerava sucessor de Hitler. Sentiu que havia sido escolhido para apelar pela paz e tratar da rendição, porque somente uma figura não-política poderia fazê-lo. Por esta razão aceitou a designação de sucessor de Hitler como chefe de estado.
Leon Goldensohn

De todos os acusados presentes em Nuremberg, o veredito contra Dönitz foi provavelmente o mais controverso; Dönitz sempre manteve que ele nunca fez uso de quaisquer estratégias que almirantes aliados não faziam. Como testemunhas da controversa decisão, numerosos oficiais aliados enviaram cartas para Dönitz expressando lamento sobre o veredito do julgamento.
Suas memórias, Dez Anos e Vinte Dias, apareceram na República Federal Alemã em 1958, e foram lançadas em inglês no ano seguinte. No decorrer de sua vida, sua reputação foi reabilitada, em grande parte. Dönitz fez tudo o que podia para responder correspondências e cartões autografados para outros. Quando morreu, em 24 de dezembro de 1980, muitos de seus ex-subordinados e outros oficiais navais estrangeiros foram ao funeral, em 6 de janeiro do ano seguinte.
Encontra-se sepultado no Cemitério Waldfriedhof, Aumühle, Schleswig-Holstein na Alemanha.

## Família
Em  1944, quando a Marinha Alemã já estava em declínio, seus dois filhos foram mortos em batalhas navais, um deles no Atlântico Norte quando o submarino em que ele servia foi afundado. O outro morreu a bordo de um torpedeiro durante uma incursão no mar do Norte.

## Condecorações
- Condecoração Comum (Allgemeines Ehrenzeichen) em 7 de março de 1913
- Cruz de Ferro 2ª Classe (Eisernes Kreuz II. Klasse) em 7 de novembro de 1914
- Medalha Turca com Espadas (Türkische Medaille mit Schwertern) em 7 de novembro de 1914
- Crescente de Ferro Turco (Türkischer Eiserner Halbmond) em 7 de novembro de 1914
- Cruz de Anhalt (Anhaltisches Friedrich-Kreuz) em 17 de janeiro de 1916
- Cruz de Ferro 2ª Classe (Eisernes Kreuz I. Klasse) em 5 de maio de 1916
- Medalha Medjidie 4ª Classe (Medjidie-Orden IV. Klasse) em 13 de março de 1917
- Cruz de Mérito Militar Austríaco 3ª Classe (Österreichisches Militär-Verdienstkreuz III. Klasse) em 24 de dezembro de 1917
- Condecoração Real da Casa Hohenzollern com Espadas (Königlicher Hausorden von Hohenzollern mit Schwertern, Ritterkreuz) em 10 de junho de 1918
- Insígnia de Guerra Submarinos (U-Boots-Kriegsabzeichen) em 4 de outubro de 1918
- Cruz de Honra para Combatentes (Ehrenkreuz für Frontkämpfer) em 30 de janeiro de 1935
- Cruz de Cavaleiro 1ª Classe (Ritterkreuz I. Klasse des Königlich Schwedischen Schwert-Orden) em 12 de abril de 1936
- Comenda ao Mérito Ungara (Ungarischer Verdienstorden, Komturkreuz) em 20 de agosto de 1938
- Colchete para Cruz de Ferro 2ª Classe 1914 (Spange 1939 zum Eisernen Kreuz II. Klasse 1914) em 18 de setembro de 1939
- Colchete para Cruz de Ferro 1ª Classe 1914 (Spange 1939 zum Eisernen Kreuz I. Klasse 1914) em 20 de dezembro de 1939
- Medalha em Comemoração ao 1º de outubro de 1938 (Medaille zur Erinnerung an den 1. Oktober 1938) em 20 de dezembro de 1939
- Insígnia de Guerra Submarinos (U-Boots-Kriegsabzeichen) em 27 de fevereiro de 1940
- Militärorden von Savoyen, Komturkreuz am 20. April 1940
- Cruz de Cavaleiro da Cruz de Ferro (Ritterkreuz des Eisernen Kreuzes) em 21 de abril de 1940, Folhas de Carvalho (Eichenlaub) em 26 de abril de 1943
- Cruz de Mérito da Marinha Espanhola, Branca (Spanisches Marineverdienstkreuz in Weiß) em 10 de junho de 1940
- Comenda Militar Romena (Rumänischer Militärorden Michael der Tapfere III. und II. Klasse) em 7 de abril de 1943
- Comenda Japonesa do Sol Nascente (Japanischer Orden der Aufgehenden Sonne I. Klasse) em 11 de setembro de 1943
- Insígnia do Partido em Ouro (Goldenes NSDAP-Parteiabzeichen) (1944)
- Duas menções no Relatório da Wehrmacht (Wehrmachtbericht) (14 de março de 1942/5 de maio de 1945)